# Frank Elmore Ross
Frank Elmore Ross, ameriški astronom in fizik, * 2. april 1874, San Francisco, Kalifornija, ZDA, † 21. september 1960, Altadena, Kalifornija.

## Življenje in delo
Ross je leta 1901 doktoriral na Univerzi Kalifornije. Leta 1905 je postal predstojnik postaje Mednarodnega observatorija za širino v Gaithersburgu, Maryland. V letu 1915 se je kot fizik zaposlil v podjetju Eastman Kodak Company v Rochestru, New York. Leta 1924 je sprejel delovno mesto na Yerkesovem observatoriju, kjer je delal do svoje upokojitve leta 1939.
Njegov prvi pomembni dosežek je bil izračun prve zanesljive tirnice Saturnovega naravnega satelita Fojbe leta 1905. Izračunal je tudi tirnici za Jupitrova naravna satelita Himalijo in Elaro. V podjetju Eastman Kodak je raziskoval fotografske emulzije in konstruiral širokokotne objektive za astronomsko rabo.
Na Yerkesovem observatoriju je nasledil Barnarda in njegovo zbirko fotografskih plošč. Odločil se je, da bo izdelal enak niz posnetkov in primerjal rezultate z utripalnim komparatorjem. Na ta način je odkril več kot 400 spremenljivk in več kot 1000 zvezd z velikim lastnim gibanjem. Izkazalo se je, da je veliko zvezd z velikim lastnim gibanjem dokaj blizu Zemlje. Mnoge od njih (kot na primer Ross 154) so še danes znane po njegovi kataloški številki.
Med opozicijo Marsa leta 1926 je fotografiral planet v različnih barvah s pomočjo 60 palčnega daljnogleda na Observatoriju Mt. Wilson. Naslednje leto je v ultravijolični svetlobi posnel Venero. Posnetki so prvič pokazali strukture v njenem oblačnem plašču. Ross je ugotovil, da so ti posnetki razkrili mnogo več podrobnosti kot pa posnetki v vidni in infrardeči svetlobi. Predlagal je, da je to zaradi zelo goste rumene nižje atmosfere z visokimi cirusnimi oblaki nad njimi.

## Priznanja

### Nagrade
Leta 1928 je prejel medaljo Johna Pricea Wetherilla Franklinovega inštituta.

### Poimenovanje
Po njem in Jamesu Clarku Rossu se imenuje udarni krater Ross na Luni, po njem pa krater Ross na Marsu.

### Osmrtnice
- Obs 81 (1961) 76 (en stavek) (angleško)
- PASP 73 (1961) 182–184 (angleško)
- QJRAS 2 (1961) 276–278 (angleško)